# 洛斯科尔蒂霍斯
洛斯科尔蒂霍斯，是西班牙卡斯蒂利亚-拉曼恰雷阿尔城省的一个市镇。 总面积95平方公里，总人口1012人（2001年），人口密度11人/平方公里。